# Jargon
În sociolingvistică, termenul jargon (< fr  jargon) denumește o varietate de limbă din categoria celor numite sociolecte. Nu există unitate de vederi între lingviști în a-l defini și a-l caracteriza, nici în cadrul lingvisticii aceleiași limbi. Singura trăsătură în legătură cu care toți sunt de acord, este că jargonul este folosit de o anumită categorie de vorbitori și nu este înțeles de cei din afara acesteia. Însă această trăsătură caracterizează și ceea ce se numește argou (cf. fr  argot), și ceea ce se numește în limba engleză slang. De aceea, unii lingviști văd ca sinonime termenii „jargon”, „argou” și „slang”.

## Sensuri date termenului „jargon”
Termenul jargon denumea la origine unul din limbajele secrete ale răufăcătorilor din Franța Evului Mediu, iar mediul lor se numea argot, deci se vorbea despre jargonul argoului. De la sfârșitul secolului al XVII-lea, termenul jargon a fost înlocuit treptat cu argot, cu același sens.
În lingvistica franceză există accepții diferite ale termenului. După unii autori, de pildă Dubois 2002 sau Grevisse și Goosse 2007, este folosit în limba comună de obicei cu sens peiorativ, pentru un limbaj deformat, incorect sau de neînțeles. Astfel, se vorbește despre „jargonul unui elev slab”, jargon franglais „franceză cu anglicisme”, „jargonul filozofilor”, „jargonul teologilor” etc. Alții, precum Turpin 2002, îl concep și ca termen lingvistic pentru a numi limbajele orale ale profesiunilor, meseriilor și ocupațiilor. Astfel ar fi, de exemplu, limbajul minerilor sau cel al medicilor. În schimb, pentru limbajele acestor categorii de vorbitori, Dubois 2002 sau Grevisse și Goosse 2007 folosesc termenul „argou” cu atributul dat de categoria utilizatorilor săi.
În lingvistica română, pentru Constantinescu-Dobridor 1998, de exemplu, jargonul este un „limbaj specific categoriilor sociale înstărite și unor profesiuni (de medic, de avocat etc.) […] folosite și de alte categorii sociale din dorința acestora de a se diferenția de masa mare a vorbitorilor”. Bidu-Vrănceanu 1997 îi dă și acest sens, la care adaugă orice limbaj tehnic, cu o terminologie specifică, științifică sau din alt domeniu.
În lingvistica maghiară, „jargon” apare cu sensurile din lingvistica română, incluzând și așa-numita „limbă de lemn” a politicienilor. Ca limbaj limitat la o categorie de inițiați, este considerat totodată o varietate mai largă, deci argoul și slangul ar fi niște tipuri de jargon.
În lingvistica rusă, termenul apare cu sensurile de mai sus (ex. „jargonul nobilimii din secolul al XIX-lea”, „jargonul programatorilor”), precum și pentru a denumi limbajul hobby-urilor (ex. „jargonul filateliștilor”). De asemenea, este folosit și pentru ceea ce este caracterizat de alții ca argou sau ca slang, ex. „jargonul tinerilor”, „jargonul militarilor”.
În lingvistica anglofonă, termenul jargon se întâlnește cu sensul de limbaj de specialitate inaccesibil nespecialiștilor. Astfel este jargonul calculatoriștilor, al creatorilor de reclame, al fermierilor etc..
Toate varietățile limbii formează un continuum, deci nu sunt granițe stricte între ele. Astfel, există interferențe nu numai între varietățile numite jargon, argou, slang și limbaj de specialitate, ci și între acestea și dialecte (varietăți regionale), iar toate influențează varietatea standard a limbii și limba literaturii artistice, prin cuvinte care pătrund în acestea.

## Exemple de jargoane
Unele jargoane erau ale unor categorii sociale superioare. Astfel era, de exemplu, limbajul unor aristocrate franceze din secolul al XVII-lea, numite „prețioase”. Era epoca stabilirii normelor limbii literare clasice franceze, care prescriau noblețea stilului, înțeleasă și ca folosire a unui vocabular „nobil”, diferit de cel al limbii categoriilor sociale situate sub nivelul nobilimii. Prețioasele creau cuvinte noi și foloseau unele perifraze pentru a înlocui cuvinte comune, precum les écluses du cerveau „ecluzele creierului” pentru „nas”, les coussinets d’amour „pernițele de iubire” pentru „sâni”, le conseiller des grâces „consilierul grațiilor” pentru „oglindă”, l’affronteur des temps „înfruntătorul vremii” pentru „pălărie”, care n-au ieșit din cercul lor. Totuși, de la prețioase provin unele cuvinte care s-au încetățenit în limba franceză, precum féliciter „a felicita”, s’enthousiasmer „a se entuziasma”, bravoure „bravură”, anonyme „anonim”, incontestable „incontestabil”, pommade „pomadă”.
În limba română, jargonul unor categorii sociale superioare se caracteriza prin folosirea unor cuvinte străine neintegrate în limbă. În epoca domnitorilor fanarioți, acestea erau grecisme, apoi, odată cu deschiderea către Occident – franțuzisme, mai mult sau mai puțin deformate, ex. demoazelă „domnișoară” (cf. demoiselle), bonjur „bună ziua” (cf. bonjour), bonsoar „bună seara” (cf. bonsoir), șarmant „fermecător” (cf. charmant), tujur „totdeauna” (cf. toujours), mersi „mulțumesc” (cf. merci). Dintre acestea a rămas în registrul familiar al limbii comune mersi.
În limba maghiară a existat de asemenea un jargon al categoriilor sociale superioare și al micilor burghezi care căutau să le imite, caracterizat tot prin folosirea unor cuvinte străine, germane și franceze, ex. snájdig „chipeș, elegant” (cf. de  schneidig), hercig „drăguță, frumușică” (cf. de  herzig), gáláns (cf. fr  galant), rúzs „ruj” (cf. fr  rouge à lèvres) etc. Dintre acestea a trecut în limba comună ultimul cuvânt.
Tot prin cuvinte franceze se caracteriza și jargonul nobilimii ruse în secolul al XIX-lea.
Specialiștii dintr-un domeniu sau altul au și ei jargonul lor, pe care îl folosesc în mod normal când comunică între ei, și pe care alții nu-l înțeleg. Se întâmplă să vorbească despre domeniul lor și unor necunoscători, iar aceștia să nu le înțeleagă limbajul, dar nu pentru că aceasta ar fi intenția vorbitorului, ci pentru că acesta nu știe să-și adapteze limbajul la destinatari. Poate fi vorba și de jargon de specialitate folosit cu intenția de a nu fi înțeles sau cu intenția de a masca realitatea. Este uneori cazul limbajului folosit de politicieni, al limbii de lemn, sau al limbajului propagandei.
Dacă celelalte jargoane diferă de limba comună numai prin vocabular, jargoanele științifice și tehnice, care au și aspect scris, se caracterizează în principiu și prin alte trăsături, inclusiv gramaticale și discursive, de exemplu precizia exprimării, evitarea sinonimiei, stilul nominal (folosirea frecventă a substantivelor derivate din verbe și mai rară a verbelor), folosirea frecventă a construcțiilor impersonale, coherența și coeziunea discursului oral și a celui scris etc..
Jargoanele vorbitorilor pe care îi unesc anumite hobby-uri (pescari, vânători etc.) diferă de cele științifice și tehnice prin lipsa trăsăturilor de mai sus și plăcerea de a folosi expresii specifice, precum și prin funcția de afirmare a apartenenței la grupul în cauză.
Unele jargoane de specialitate se caracterizează prin amestecul în vorbire al terminologiei folosite și în lucrări de specialitate, cu cuvinte folosite numai în vorbire. De exemplu, un calculatorist francez scrie într-o lucrare ordinateur „calculator”, dar vorbind cu un coleg, îl prescurtează la ordi sau îl numește bécane (în registrul familiar, „bicicletă”). De asemenea, un specialist în construcții maghiar scrie betonadalék „agregat pentru betoane”, dar vorbind pe un șantier, spune sóder „balast”.
Jargoanele sunt mai ales varietăți orale, în afara limbajelor știnnțifice și tehnice care sunt și scrise, dar de când există internetul, sunt și jargoane numai scrise, precum cel practicat de amatorii de chat, care constă în abrevieri.
Jargoanele se disting de limba comună prin vocabulare specifice, dar sistemul lor fonologic și gramatical nu diferă în esență de cel al limbii considerate. Dacă se consideră jargoane toate limbajele amintite aici, unele diferă de altele prin caracteristici apropiate de cele ale anumitor registre de limbă. Astfel, de exemplu, aspectul scris al limbajelor de specialitate are sistemul gramatical și discursiv al registrelor curent sau elevat, cu unele specificități, iar limbajele orale ale profesiunilor, meseriilor, ocupațiilor și hobby-urilor sunt apropiate de registrele popular sau familiar, ca și argourile, prin sistemul lor gramatical și procedeele de formare a cuvintelor.